# Milà-Sanremo 1929
La Milà-Sanremo 1929 fou la 22a edició de la Milà-Sanremo. La cursa es disputà el 19 de març de 1929, sent el vencedor final l'italià Alfredo Binda.
Hi van prendre part 89 ciclistes i 47 van acabar la cursa.

## Classificació final
|    | Ciclista            | Equip           | Temps      |
| -- | ------------------- | --------------- | ---------- |
| 1  | Alfredo Binda       | Legnano-Torpedo | 9h 03' 30" |
| 2  | Leonida Frascarelli | Ideor           | + 8' 30"   |
| 3  | Pio Caimmi          | Gloria          | + 21' 30"  |
| 4  | Adriano Zanaga      | Touring         | m. t.      |
| 5  | Colombo Neri        | -               | m. t.      |
| 6  | Giuseppe Pancera    | Touring         | m. t.      |
| 7  | Alessandro Catalani | -               | m. t.      |
| 8  | Michele Orecchia    | La Rafale       | m. t.      |
| 9  | Pietro Bestetti     | Bianchi-Pirelli | + 24' 00"  |
| 10 | Carlo Moretti       | -               | m. t.      |